# Гатео
Гатѐо (на италиански: Gatteo, на местен диалект Gatì, Гати) е град и община в северна Италия, провинция Форли-Чезена, регион Емилия-Романя. Разположен е на 20 m надморска височина. Населението на общината е 9089 души (към 2010 г.).